# Бочі
Бочі (груз. «козел», «самець»; (груз. ბოჩი) — в грузинській міфології — бог.
Бочі панував на семи відрогах Кавказького хребта. До імені цього бога сходять збережені в побуті імена покровителів диких тварин — «очі» і «вочі». Спочатку його шанували як божество родючості і покровителя скотарства.
Бочі представляли зазвичай у вигляді козла.